# Proyecto Selena

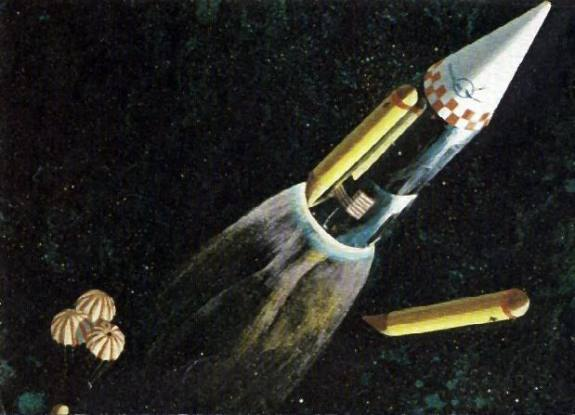
Un Rombus en vuelo.

El proyecto Selena fue un proyecto ideado por Philip Bono a mediados de los años 1960 para establecer una base en la Luna y que nunca fue llevado a cabo. Habría utilizado el cohete Rombus de una sola etapa (también ideado por Bono) para realizar los viajes entre la Tierra y la Luna, con apoyo de cohetes Rombus situados en órbita baja terrestre utilizados como estaciones de repostado: el Rombus lunar rellenaría sus tanques de hidrógeno líquido y oxígeno líquido a partir de los tanques de los repostadores tras cada viaje de ida y vuelta; tendría que llevar una cantidad adicional de hidrógeno para utilizarlo como refrigerante del escudo térmico durante la reentrada atmosférica a alta velocidad.
El Rombus lunar tendría una masa de 306 toneladas y la estructura, junto con los tanques de propelente, podrían convertirse en sí en una base lunar. Los tanques de hidrógeno, vacíos y presurizados, serían reutilizados como módulos habitables.
El objetivo final sería el establecimiento de una colonia lunar con una población de 1000 personas en cuatro fases sucesivas hasta 1984. La función principal de la colonia sería proporcionar apoyo para al menos tres envíos de carga (no tripulada) a Marte hacia 1986 en el contexto del proyecto Deimos. El establecimiento de la base habría requerido 1341 lanzamientos de cohetes Rombus y 1011 operaciones de transferencia de propelente en órbita durante un periodo de 8,5 años. Los viajes lunares de ida y vuelta habrían sido realizados por una flota de entre 10 y 15 Rombus, con 330 alunizajes en total para el envío de tripulaciones, carga y propelente.